# Маунт-Голлі (Північна Кароліна)
Маунт-Голлі (англ. Mount Holly) — місто (англ. city) в США, в окрузі Ґестон штату Північна Кароліна. Населення — 17 703 особи (2020).

## Географія
Маунт-Голлі розташований за координатами 35°18′41″ пн. ш. 81°0′55″ зх. д. / 35.31139° пн. ш. 81.01528° зх. д. (35.311271, -81.015288).  За даними Бюро перепису населення США в 2010 році місто мало площу 25,86 км², з яких 25,35 км² — суходіл та 0,51 км² — водойми.

## Демографія
Згідно з переписом 2010 року, у місті мешкало 13 656 осіб у 5449 домогосподарствах у складі 3677 родин. Густота населення становила 528 осіб/км².  Було 5905 помешкань (228/км²).
Расовий склад населення:
| - 80,4 % — білих - 12,7 % — чорних або афроамериканців - 2,4 % — азіатів - 0,4 % — корінних американців - 0,1 % — вихідців з тихоокеанських островів - 2,4 % — осіб інших рас |

До двох чи більше рас належало 1,6 %. Частка іспаномовних становила 5,5 % від усіх жителів.
За віковим діапазоном населення розподілялося таким чином: 25,0 % — особи молодші 18 років, 65,0 % — особи у віці 18—64 років, 10,0 % — особи у віці 65 років та старші. Медіана віку мешканця становила 36,2 року. На 100 осіб жіночої статі у місті припадало 95,4 чоловіків;  на 100 жінок у віці від 18 років та старших — 91,0 чоловіків також старших 18 років.
Середній дохід на одне домашнє господарство  становив 69 736 доларів США (медіана — 49 525), а середній дохід на одну сім'ю — 84 609 доларів (медіана — 66 469). Медіана доходів становила 47 895 доларів для чоловіків та 37 011 долар для жінок. За межею бідності перебувало 11,7 % осіб, у тому числі 12,9 % дітей у віці до 18 років та 10,0 % осіб у віці 65 років та старших.
Цивільне працевлаштоване населення становило 6908 осіб. Основні галузі зайнятості: освіта, охорона здоров'я та соціальна допомога — 18,2 %, виробництво — 14,3 %, роздрібна торгівля — 10,2 %, фінанси, страхування та нерухомість — 10,2 %.